# Wołodymyr Kyselow
Wołodymyr Wiktorowicz Kyselow, Władimir Wiktorowicz Kisielow (ukr. Володимир Вікторович Кисельов, ros. Владимир Викторович Киселёв; ur. 1 stycznia 1957 w Myskach w obwodzie kemerowskim, zm. 7 stycznia 2021 w Krzemieńczuku) – ukraiński lekkoatleta startujący w barwach ZSRR, specjalista pchnięcia kulą, mistrz olimpijski z Moskwy.

## Kariera
Wychował się w Krzemieńczuku i tam ukończył szkołę podstawową oraz średnią. Uprawianiem sportu zajął się w latach szkolnych. Na mistrzostwach Europy juniorów w 1975 w Atenach zdobył złoty medal w pchnięciu kulą. Pierwszym międzynarodowym sukcesem w kategorii seniorów było zajęcie 3. miejsca na halowych mistrzostwach Europy w 1979 w Wiedniu.
Na igrzyskach olimpijskich w 1980 w Moskwie niespodziewanie zdobył złoty medal pokonując faworytów Aleksandra Barysznikowa z ZSRR i Udo Beyera z NRD. Prowadził od pierwszej kolejki pchnięciem na dystans 21,10 m, a w ostatniej próbie uzyskał wynik 21,35 m, poprawiając rekord olimpijski.
Później nie odnosił już takich sukcesów. Na halowych mistrzostwach Europy w 1982 w Mediolanie zajął 4. miejsce, a na mistrzostwach Europy w tym samym roku w Atenach był siódmy. Nie mógł wystartować w igrzyskach olimpijskich w 1984 w Los Angeles z powodu bojkotu tej imprezy przez ZSRR. Na zawodach Przyjaźń-84 zajął 3. miejsce.
Był mistrzem ZSRR w 1982 i 1984 oraz wicemistrzem w 1979. W 1985 zakończył wyczynowe uprawianie sportu i zajął się pracą trenerską. Mieszkał i pracował w Krzemieńczuku.

## Rekord życiowy
- pchnięcie kulą – 21,58 m (1984)[1]